# ちびのミイ

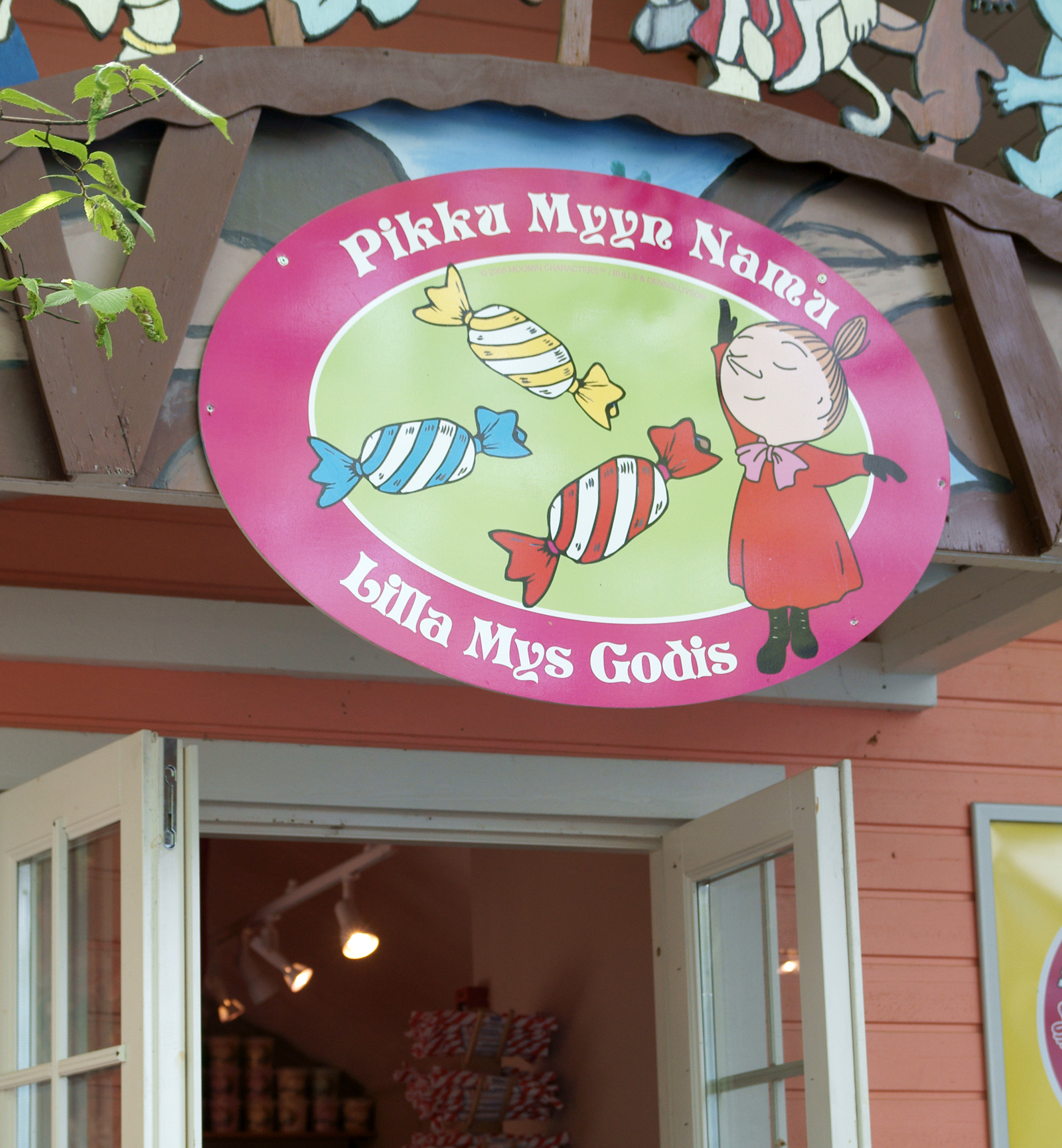
ミイがあしらわれた看板

ちびのミイ、またはリトルミイ（典: Lilla My、芬: Pikku Myy、英: Little My）はトーベ・ヤンソン原作の『ムーミン』シリーズに登場するキャラクターである。ミイは『ムーミンパパの思い出』という4作目で初めて登場した。
ミイという名前はギリシャ文字の12文字目のμ（ミュー）に由来している。これはMyと訳され、スウェーデン語で[my]と発音される。

## 性格
ミイは小さくて頑固、せっかちで怒りっぽく、いたずら好きで失礼なところもあるが、本当になりたいと思えばとても良い友達になることもできる人物である。かなり角のある性格で、ほとんどの場合、聞き手や討論相手を説き伏せてしまう。彼女は、議論に勝つために感情と論理を駆使してかかる。常套手段として、討論をしている相手や議論の対象となっている何者かに対して個人攻撃をしたり、説明抜きの結論を口にしたり、敵の議論の内容を誇張して嘲笑ったり、言葉を使わないで相手が不利な立場にあることを示してみせたりする。

## 人物
ミイは、作品ごとに次のように描かれている。 
『ムーミンパパの思い出』
ムーミンパパがまだ若かったころの真夏の夜に誕生し、ミムラ夫人の子どものなかで最も背が低い末っ子として描かれており、その大きさは小さすぎて見えないほどである。この作品では大きな役割を担っているわけではないが、いたずら好きで、やっかいごとに自ら首をつっこんでいく。
『ムーミン谷の夏祭り』
この作品でも、大きさはいまだにスナフキンがポケットに入れて運べるほどであるが、話の中でより大きな役割を持つほどには十分に成長している。姉は、ミイによいふるまいを教えることはできなかったものの、世話をしていた。また、物語中ではほかの姉妹とは別に描かれており、作中の大半で行動を共にするスナフキンに、きまりにうるさい公園の管理人から助けられる。これは同様に、ほかの子どもたちを助けることにもなった。
『ムーミン谷の冬』
ミイは、冬眠から目覚めたムーミントロールとは別に描かれる唯一の登場人物であり、初めて冬を経験する。ムーミントロールとは異なり、ウィンタースポーツを発見してすぐに、まったく新しい銀色の世界が非常に楽しいものであると気づく。
『ムーミン谷の仲間たち』
この本は複数の短い物語から構成されており、そのうち3つの物語でミイが重要な役を務めている。
1. 『ぞっとする話』- ミイは、ホムサの末から2番目の子に向けて、恐怖と破滅をもたらすほら話をしてやる。
2. 『世界でいちばんさいごのりゅう』 - この話の中でのミイは、ムーミントロールよりも年上であるにもかかわらず、おおむねおせっかいでいやみで無神経な幼い妹のように振る舞い続ける。
3. 『目に見えない子』 - ミイは目に見えないニンニを再び見えるようにするための方法を考案し、実行に移す。

『ムーミンパパ海へ行く』
ミイが灯台島に行くムーミン一家に付いて行く話で、この本の中に定期的に出演する。すぐに新しい生活に没頭し、至るところで陽気な様子を見せている。
ミイは絵本では主要な役割を担っている。『それからどうなるの』『ムーミン谷へのふしぎな旅』では少しではあるがセリフが与えられ、『さみしがりやのクニット』中では、述べられてはいないが、沈黙を守るページがある。 
また、『ムーミン谷の11月』という作品に何度も登場しているが、この本が灯台の島への旅行を描いた『ムーミンパパ海へ行く』と同時に出てきたので、彼女一人では登場していない。

## 声優
日本でのアニメーションにおける声優は以下のとおりである。
- 堀絢子 - 1969年版、1972年版
- 佐久間レイ - 『楽しいムーミン一家』、『劇場版 ムーミン 南の海で楽しいバカンス』
- 大谷育江 - 『ムーミン谷のなかまたち』[8]

また、日本のテーマパーク「ムーミンバレーパーク」アトラクションでは豊崎愛生が声を当てている。